# 中曽根康弘賞
中曽根康弘賞（なかそねやすひろしょう）は、公益財団法人中曽根康弘世界平和研究所が贈呈する賞。

## 概要
新しい国際秩序の創造、地域経済協力体制の構築、飢餓・貧困の克服、パンデミックや激甚災害への対応及び環境・エネルギー問題など、地球規模の課題に積極果敢に取り組み、かつ、国際的に業績をあげている若い世代を対象として、2004年に創設された。優秀賞と奨励賞の2種が存在する。
- 受賞対象事項
以下の各分野におけるすぐれた研究活動、または、実践活動
  1. 国際社会における平和と安全の確保
  2. 国際経済の発展及び経済協力等の推進
  3. 文化・芸術交流、文化協力等国際的文化活動
  4. 環境、エネルギー、医療、貧困等地球規模の諸問題に対する取組み
- 受賞者資格
日本及びアジア・太平洋の国または地域に属する者で、原則として45歳以下の方

## 受賞者
以下に優秀賞の受賞者を記載する。
- 第1回(2005年) 朴喆煕（パク・チョルヒ）
- 第2回(2006年) 岸谷美穂
- 第3回(2007年) 中村千秋
- 第4回(2008年) Shin-wha Lee
- 第5回(2009年) 渡辺将人
- 第6回(2010年) Michael Auslin（マイケル・オースリン）
- 第7回(2011年) 松田康博
- 第8回(2012年) Robert D. Eldridge（ロバート・D・エルドリッヂ）
- 第10回(2014年) ジョン・スウェンソン=ライト
- 第11回(2015年) グエン・ティ・ラン・アン
- 第12回(2016年) 池内恵
- 第13回(2017年) 野田章子
- 第14回(2018年) James L Schoff（ジェームズ・ショフ）
- 第15回(2019年) Barak Kushner（バラク・クシュナー）、土屋大洋
- 第16回(2020年) Joshua･W･WALKER（ジョシュア･ウォーカー）
- 第17回(2021年) 益尾知佐子、Suzanne. I. BASALLA（スザンヌ･バサラ）
- 第18回(2022年) 小泉悠
- 第19回(2023年) 小川真吾
- 第20回(2024年) Shiro Patrick Armstrong（シロウ・パトリック・アームストロング）[3]